# Фінтиці
Фі́нтице або Фі́нтіце (словац. Fintice) — село в Словаччині, Пряшівському окрузі Пряшівського краю. Розташоване в північній частині східної Словаччини, на північно-східній межі Шариської височини на правому березі Секчова.
Уперше згадується у 1272 році.

## Культурні пам'ятки
- римо-католицький костел з половини 18 століття в стилі бароко,
- садиба з початку 17 століття в стилі пізнього ренесансу, перебудована в половині 18 століття в стилі бароко.

## Населення
| Рік:            | 1994. | 2004.    | 2014.    | 2024.    |
| --------------- | ----- | -------- | -------- | -------- |
| Кількість осіб: | 1455  | 1676     | 1942     | 2550     |
| Різниця:        |       | +15,18 % | +15,87 % | +31,30 % |

| Рік:            | 2023. | 2024.   |
| --------------- | ----- | ------- |
| Кількість осіб: | 2445  | 2550    |
| Різниця:        |       | +4,29 % |

У селі проживає 2 021 особа.